# Waldmeister (Operette)
Waldmeister ist eine Operette in drei Akten von Johann Strauss (Sohn). Das Libretto stammt von Gustav Davis (1856–1951). Das Werk erlebte seine Uraufführung am 4. Dezember 1895 im Theater an der Wien in Wien.

## Handlung

### Ort und Zeit
Keine Angabe im Libretto, laut Theaterzettel der Uraufführung: Sächsische Provinzstadt, Gegenwart (also zum Zeitpunkt der Entstehung = Ende des 19. Jahrhunderts). Verschiedene Besetzungsangaben wie „Sängerin der Dresdener Oper“ oder „Direktor der Forstakademie“ grenzen den Schauplatz der Operette auf die sächsische Kleinstadt Tharandt unweit von Dresden mit der dort ansässigen Königlich-Sächsischen Forstakademie ein.
Im Rahmen der Neufassung der Operette 2025 am Münchner Gärtnerplatztheater weist die Dramaturgin des Theaters im Programmheft nicht nur den historisch konkreten Ort, also Tharandt, nach und weist überdies darauf hin, dass die damalige Ehefrau von Alexander Girardi (Hauptdarsteller der Premierenfassung 1895), Helene Odilon, aus Dresden stammte und Girardi die Rolle „phonetisch eingepaukt“ habe. Dass dieser Ort in der Neufassung nicht aufgegriffen worden sei, sondern der Schauplatz an einen nicht näher definierten Ort im Wienerwald verlegt worden sei, sei Intention für diese gewesen.
Die Operette hat als einzige einer von Johann Strauss (Sohn) einen deutschen Schauplatz.

### Erster bis Dritter Akt
Es handelt sich um eine Liebesgeschichte, die nach einigen Wirrungen und Irrungen, wie in Operetten üblich, ein Happy End findet. Auf dem Weg zu diesem Happy End spielt eine Waldmeisterbowle eine entscheidende Rolle. Durch die Wirkung des Alkohols finden sich am Ende die richtigen Paare.

## Musik
Ouvertüre

## Rezeption
Ralph Benatzky bearbeitete die Operette zu einer Fassung in zwei Akten in neuem musikalischen Arrangement.

## Musikalische Weiterverwendung
Nach Motiven aus dieser Operette entstanden dann eigenständige Werke des Komponisten, die in seinem Werkverzeichnis mit den Opus-Zahlen 463 bis 468 gekennzeichnet sind. Dabei handelt es sich um folgende Werke:
- Trau, schau, wem!, Walzer, Opus 463
- Herrjemineh, Polka-française, Opus 464
- Liebe und Ehe, Polka-Mazurka, Opus 465
- Klipp-Klapp-Galopp, Schnellpolka, Opus 466
- Es war so wunderschön, Marsch, Opus 467
- Waldmeister-Quadrille, Opus 468